# 콤포사우루스
콤포사우루스(학명:Compsosaurus priscus)는 악어목 피토사우루스과에 속하는 악어이다. 지금은 멸종된 악어로 몸길이가 4~6m인 거대한 악어에 속한다.

## 특징
콤포사우루스는 넓게 확장된 두개골을 가진 것이 특징으로 이름의 뜻은 우아한 도마뱀이란 뜻을 가진다. 앞다리에 비해 뒷다리가 긴 것이 특징으로 앞발과 뒷발에는 물갈퀴가 달려 있어 수영을 하는 데에 많은 도움을 주었다. 또한 양턱에는 25~30개의 이빨이 자리를 잡고 있으며 이빨의 모양은 삼각형의 모양으로 날카로워 먹이를 씹고 자르는 데에 특화된 특징을 가지고 있다. 먹이로는 당대에 서식하던 물고기, 갑각류와 같은 육식성의 먹이와 함께 양치식물과 같은 초식성의 먹이를 두루 섭식했을 잡식성의 악어로 추정되는 종이다.

## 생존시기와 서식지와 화석의 발견
콤포사우루스가 생존하던 시기는 중생대의 트라이아스기 후기로 지금으로부터 2억년전~1억 8천만년전에 생존했던 악어이다. 생존했던 시기에는 북아메리카를 중심으로 하는 강과 호수에서 주로 서식했던 악어가 된다. 화석의 발견은 1856년에 미국의 트라이아스기에 형성된 지층에서 미국의 고생물학자인 조지프 레이디에 의해 처음으로 발굴이 되어 새롭게 명명된 종이다.

## 같이 보기
- 악어
- 중생대
- 트라이아스기
- 파충류
- 화석